# Santuario de Nuestra Señora de Valverde
El santuario de Nuestra Señora de Valverde es un conjunto monumental situado en el distrito de Fuencarral-El Pardo de la villa de Madrid. Se encuentra en el km 12 de la carretera de Colmenar Viejo (antigua carretera de Francia). En torno a la primitiva ermita bajo la advocación de la virgen de Valverde, cuya imagen fue, según la tradición, milagrosamente hallada en 1242, se construyeron un monasterio y una casa-palacio.

## Historia
El origen de la ermita de Valverde se encuentra en la leyenda del milagroso hallazgo, durante la Edad Media, de una imagen de la Virgen María que había permanecido oculta durante la dominación musulmana. Según la leyenda, unos pastores del pueblo de Fuencarral habrían encontrado sobre una retama, en 1242, la imagen de la Virgen de Valverde. Trasladada la imagen a una iglesia del pueblo, había desaparecido a la mañana siguiente, siendo hallada en el lugar en el que había sido encontrada el día anterior. Trasladada de nuevo al pueblo, el día siguiente volvió a no estar en el sitio en el que había sido depositada, para ser localizada de nuevo en el sitio donde había aparecido, un paraje conocido como Cuesta del Cuervo, mostrando así su deseo de ser venerada en dicho lugar.
Los vecinos de Fuencarral comenzaron a construir en 1429 una ermita en el lugar donde había aparecido la imagen, que se encontraba a unos dos kilómetros del pueblo. Según la leyenda, durante la construcción del templo, brotó del lugar donde se había realizado el hallazgo una fuente que sanaba a quien bebía de sus aguas. Sin embargo, tras el fin de la construcción, las aguas dejaron de manar. Esa es la razón por la que en el interior de la ermita, en el pasillo central, existe un pozo octogonal, recubierto de mármol en su parte exterior y de ladrillo en su interior. Sobre él, una inscripción con la leyenda «Sitio y lugar donde se apareció la Santísima y Milagrosa Imagen de Nuestra Señora de Valverde sobre una retama el 25 de abril de 1242». El relato de cómo se aparece la imagen de la virgen de Valverde, sus desapariciones nocturnas, la decisión de construir la ermita, la falta de agua y el milagro del pozo aparecen relatados en un «códice» impreso en 1798, copia de uno anterior.
En 1588, el rey Felipe II, que se encontraba preparando la expedición contra Inglaterra, hizo que la imagen de la Virgen de Valverde fuese llevada en procesión a Madrid para rogar por el éxito de la Gran Armada. El propio rey acompañó de vuelta a la imagen de la virgen a la ermita. Era el inicio de la relación entre la corona y los vecinos de Fuencarral, cuyo concejo solicitó al rey, en 1595, que aceptase el patronato de la ermita, así diversos donativos, tanto en tierras (cincuenta fanegas) como en metálico, con la condición de que erigiese un monasterio junto a la ermita. El rey Felipe II aceptó las condiciones y se convirtió en patrón de la ermita.
Sin embargo, apenas un año después, la corona cedió el patronaro de la ermita de Valverde a Juan Ruiz de Velasco, secretario del rey, y a su esposa, Isabel Nevares de Santoyo, no solo de la ermita y su finca, sino también del «monasterio que allí han de hacer fundar y edificar». Lo más probable es que la cesión del patronaro a los Velasco estuviese ya contemplada cuando los vecinos de Fuencarral hicieron entrega del patronato de la ermita al rey. Los nuevos patronos tendrían la gestión de la ermita y la finca, pero no serían sus propietarios, con lo que no podría enajenarlos y se comprometían al mantenimiento de la ermita y el convento, que fue entregado a los dominicos (concretamente a los «frailes Recoletos de la Orden de Santo Domingo», en relación con la estricta observancia de los monjes que habitaron el convento de Valverde). En 1597, el archiduque Alberto de Austria, arzobispo de Toledo, otorgó la licencia para la fundación del nuevo monasterio. El responsable de la edificación fue Francisco de Mora, discípulo de Juan de Herrera. En 1641, al morir sin descendencia un hijo natural de Juan Ruiz de Velasco, los dominicos se convirtieron en patronos de hecho de la ermita y su extenso predio, el cual, gracias a las donaciones de los devotos de la virgen de Valverde llegó a alcanzar 200 hectáreas, no solo en las inmediaciones de la ermita sino en lugares tan distantes como Guadalajara o La Granja. El monasterio adoptó el nombre de Jesús María de Valverde.

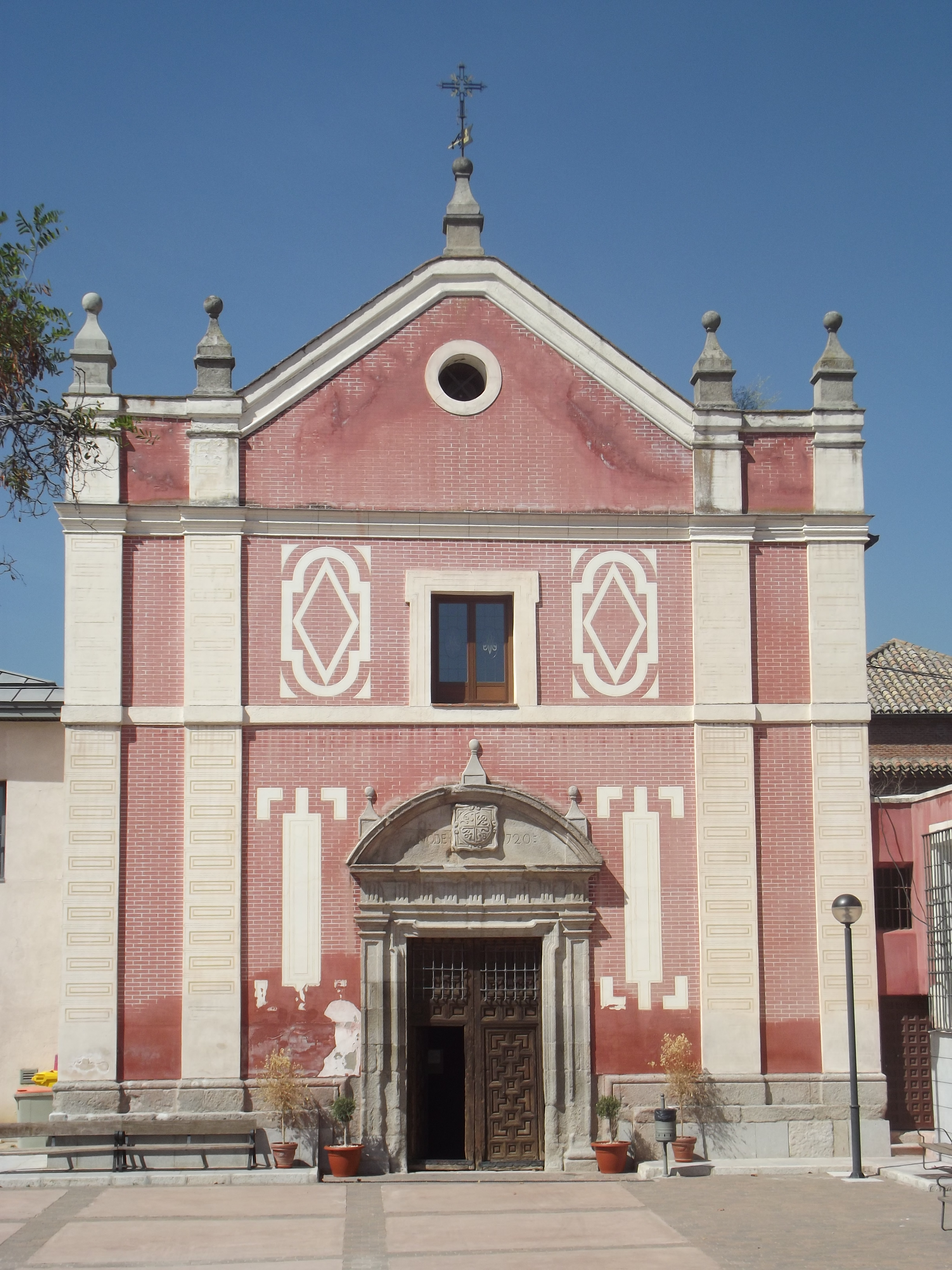
Fachada de la iglesia de Nuestra Señora de Valverde.

En 1723, el asentista navarro Juan Bautista de Iturralde y Gamio (cuyo confesor, el padre Pedro de Ayala, era un religioso dominico) solicitó la cesión de terreno para edificar una residencia en la que alojarse durante cortos espacios de tiempo. Concedido el permiso, los Iturralde procedieron a construir un pequeño palacio. Se trataba de una casa de aire baztanés (de donde procedía Iturralde) de cuatro alturas: un semisótano, dos plantas y bajo cubierta. El edificio tenía un jardín y un pasadizo que daba acceso directo a la iglesia, en la que los Iturralde poseían una tribuna desde donde seguir los oficios (Iturralde obtuvo, en 1739, el título de marqués de Murillo, razón por la cual la casa-palacio se como palacio de los marqueses de Murillo). Durante toda la primera mitad del siglo XVIII, la comunidad dominica acometió, con la financiación de los Iturralde, una completa transformación del recinto: entre 1716 y 1720, se reconstruyó la ermita (que en el dintel de su puerta principal muestra la fecha 1720), se abrió una capilla octogonal para la Virgen del Rosario en el monasterio, se construyó una capilla bajo la advocación de la Virgen de la Guía, se acometió el cierre del perímetro con la erección de una portada monumental de granito, se construyó una sala capitular y una sacristía, en donde fueron enterrados los Iturralde, un campanario, capillas nuevas, un retablo churrigueresco, así como ornamentos, vestiduras litúrgicas, tallas...
El santuario sufrió daños durante la Guerra de la Independencia. Tropas francesas se alojaron en el convento en 1808 y se llevaron con ellos ropajes y mobiliario cuando hubieron de concentrarse en Madrid tras la derrota de Bailén. En 1809 fueron suprimidos los conventos, y los monjes abandonaron Valverde. El convento pasó a manos del Estado, y fue vendido a Federico Crossat, un «pagador de los ejércitos franceses». Crossat mantuvo la iglesia, en la que se seguía celebrando el culto, y planeó convertir el santuario en una mansión, manteniendo las edificaciones. Sin embargo, partidas de guerrilleros atacaron y saquearon el santuario, propiedad de un francés. El retorno de Fernando VII hizo que la propiedad del santuario volviese a los dominicos. Con la desamortización se completó la decadencia del conjunto. Al producirse, en 1836, la exclaustración de los dominicos que ocupaban el monasterio, se inició un pleito que enfrentó a los vecinos de Fuencarral con los descendientes de los Velasco, y que duraría hasta finales del siglo XX. Al ser expulsados los frailes, el pueblo de Fuencarral solicitó hacerse cargo del santuario. 

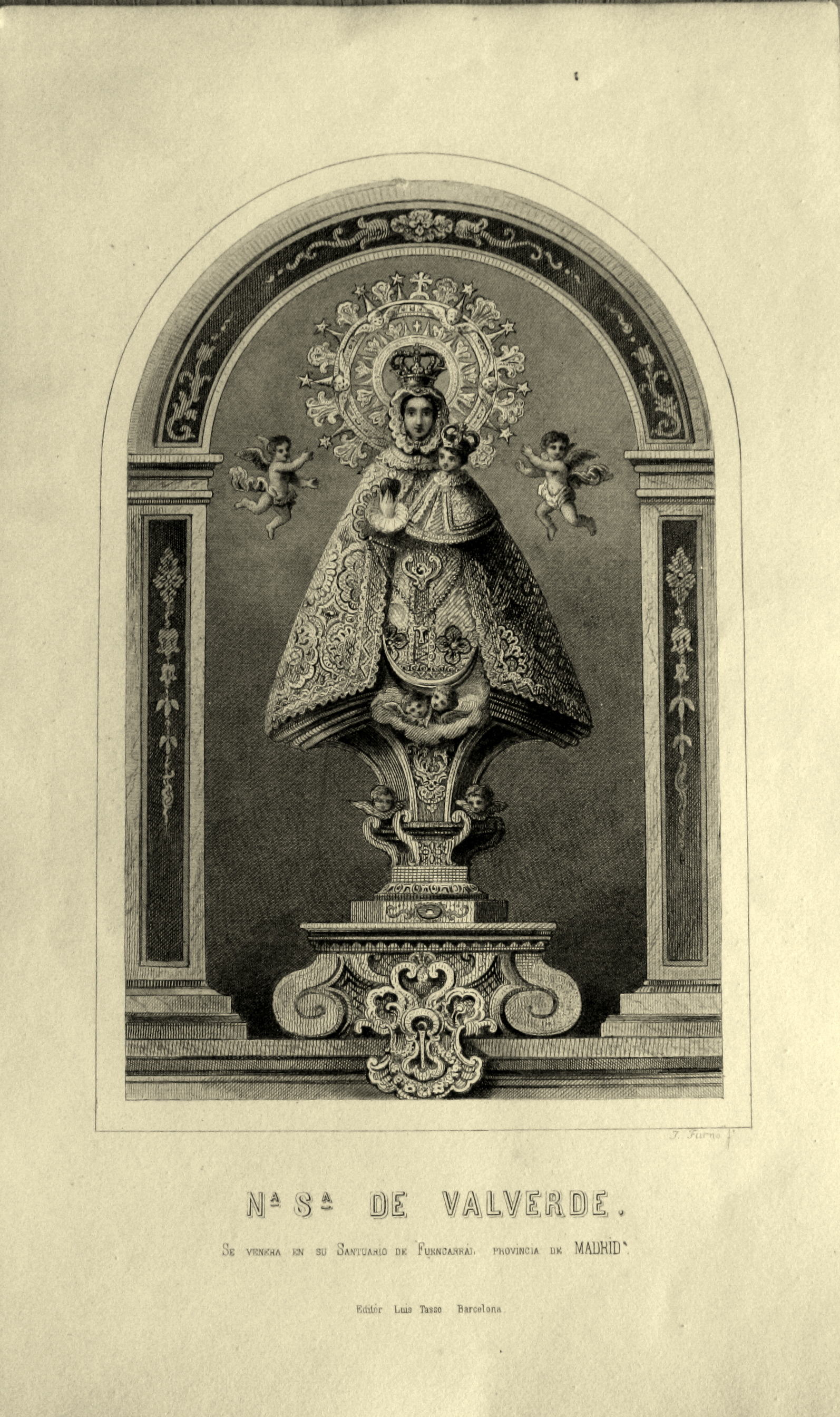
Joaquim Furnó, Nuestra Señora de Valverde como se venera en su santuario de Fuencarral. Grabado calcográfico de la segunda mitad del. Editor Luis Tasso, Barcelona

En 1863 el pueblo fue reconocido como propietario. Sin embargo, en 1867, Rafael Reinoso, esposo de Dolores Muñoz, marquesa de Pico de Velasco, que descendía de los antiguos patronos, los Velasco, solicitó a la reina Isabel II la reversión del santuario y sus tierras, lo que le fue concedido en 1873. En 1885, el marqués trató de derribar la ermita, pero la oposición del ayuntamiento fuencarralero se lo impidió. Los pleitos entre el ayuntamiento y los Reinoso continuaron, y en 1918 la Audiencia Territorial de Madrid confirmó la reversión del patronaro en beneficio de la familia Reinoso. Durante la Guerra Civil, una unidad de las Brigadas Internacionales cañoneó la torre del santuario, derribándola. En 1950, el municipio de Fuencarral desaparecía, siendo anexionado por el de Madrid. A finales de los cincuenta, el santuario se convirtió en cuartel de Sanidad, lo que aceleró su degradación. En 1977 se incoó un expediente de declaración de monumento histórico-artístico (en la actualidad bien de interés cultural). A pesar de ello, los propietarios trataron varias veces de derribar las edificaciones del conjunto, lo que fue impedido por la presión vecinal.
El 4 de abril de 1990 el arzobispo de Madrid, Ángel Suquía, otorgaba decreto de erección canónica a la iniciativa de un grupo de fieles de Fuencarral: la Hermandad de Nuestra Señora de Valverde. Además de los fines puramente religiosos, tenían el objetivo de que la propiedad del santuario pasase al pueblo, sin conseguir que la familia Reinoso y resto de propietarios accediesen a ello. En 2000, se consiguió finalmente que los terrenos del santuario pasasen a propiedad municipal. A tal efecto, dichos terrenos fueron integrados en la operación urbanística del PAU de Montecarmelo. Los propietarios permutaron los terrenos por otros en los PAU de Monte Carmelo y Las Tablas. El santuario y el terreno circundante pasaron a ser suelo dotacional, propiedad del Ayuntamiento de Madrid. En 2004, el ayuntamiento abordó la restauración del conjunto monumental, que se encontraba en un estado casi ruinoso. El antiguo monasterio fue destinado a equipamiento público.

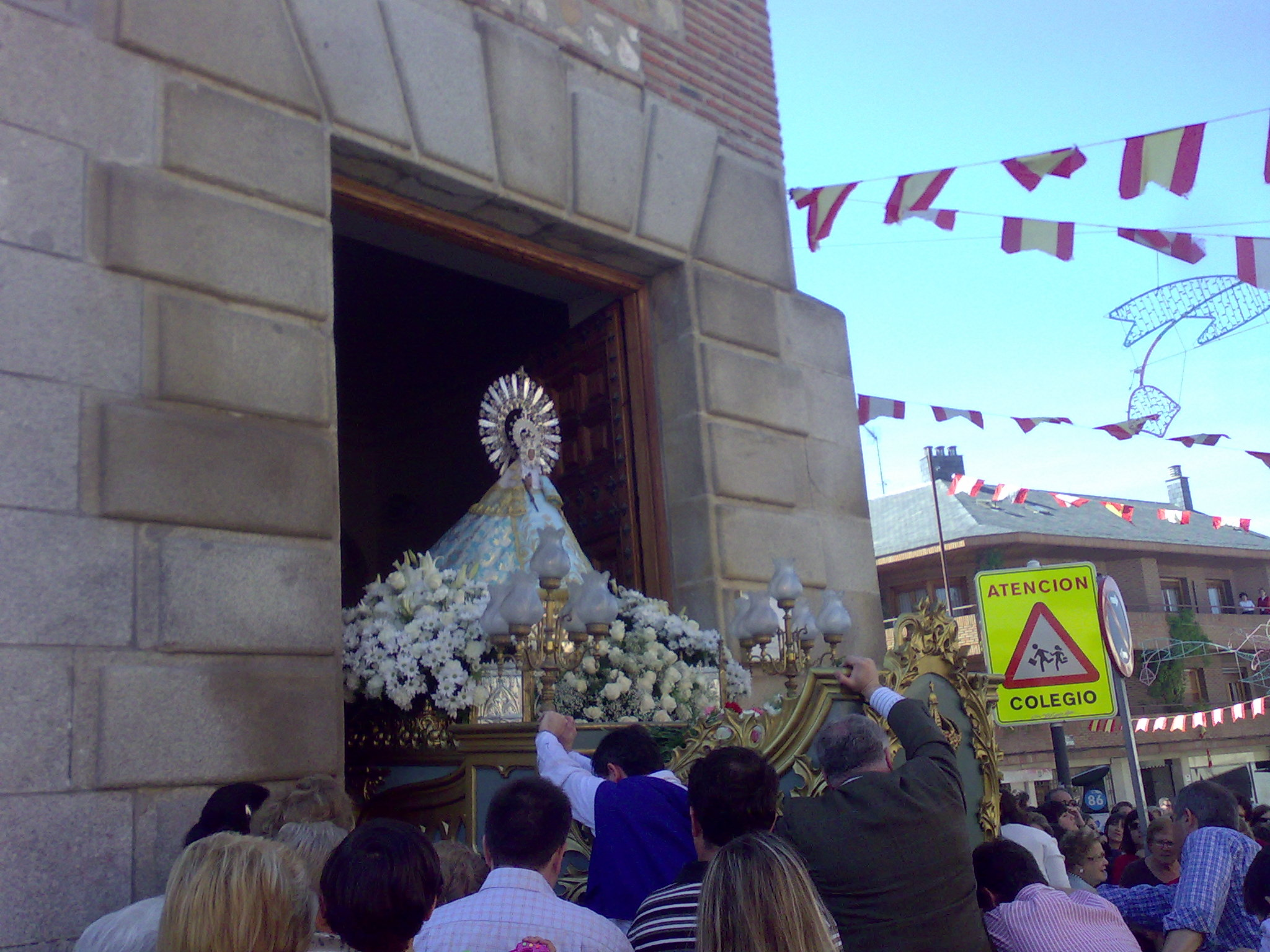
Salida de la virgen de Valverde de la iglesia de San Miguel el 3 de mayo para su retorno a la ermita de Valverde.

Las fiestas en honor a Nuestra Señora de Valverde se celebran cada 25 de abril, y duran nueve días. El día 25, la imagen de la virgen de Valverde se lleva en procesión a la iglesia parroquial de San Miguel, en Fuencarral. Allí permanece la imagen hasta su retorno al santuario, el 3 de mayo. En su honor cantan canciones como la que sigue:

Despiértate Fuencarral
que toca a diana el gaitero
y las campanas ya lanzan
el primer repiqueteo

Y a Valverde, que es san Marcos;
las campanas van al vuelo
y la música viene
tocando por todo el pueblo.

Coincidiendo con las fiestas, en 2013, la ermita fue declarada «santuario mariano diocesano», paso previo para convertirse en basílica.
En 1977 se incoó el expediente para la declaración como bien de interés cultural, aunque la declaración no se llevó a cabo. El 7 de julio de 2021 es declarado bien de interés cultural.

## Descripción

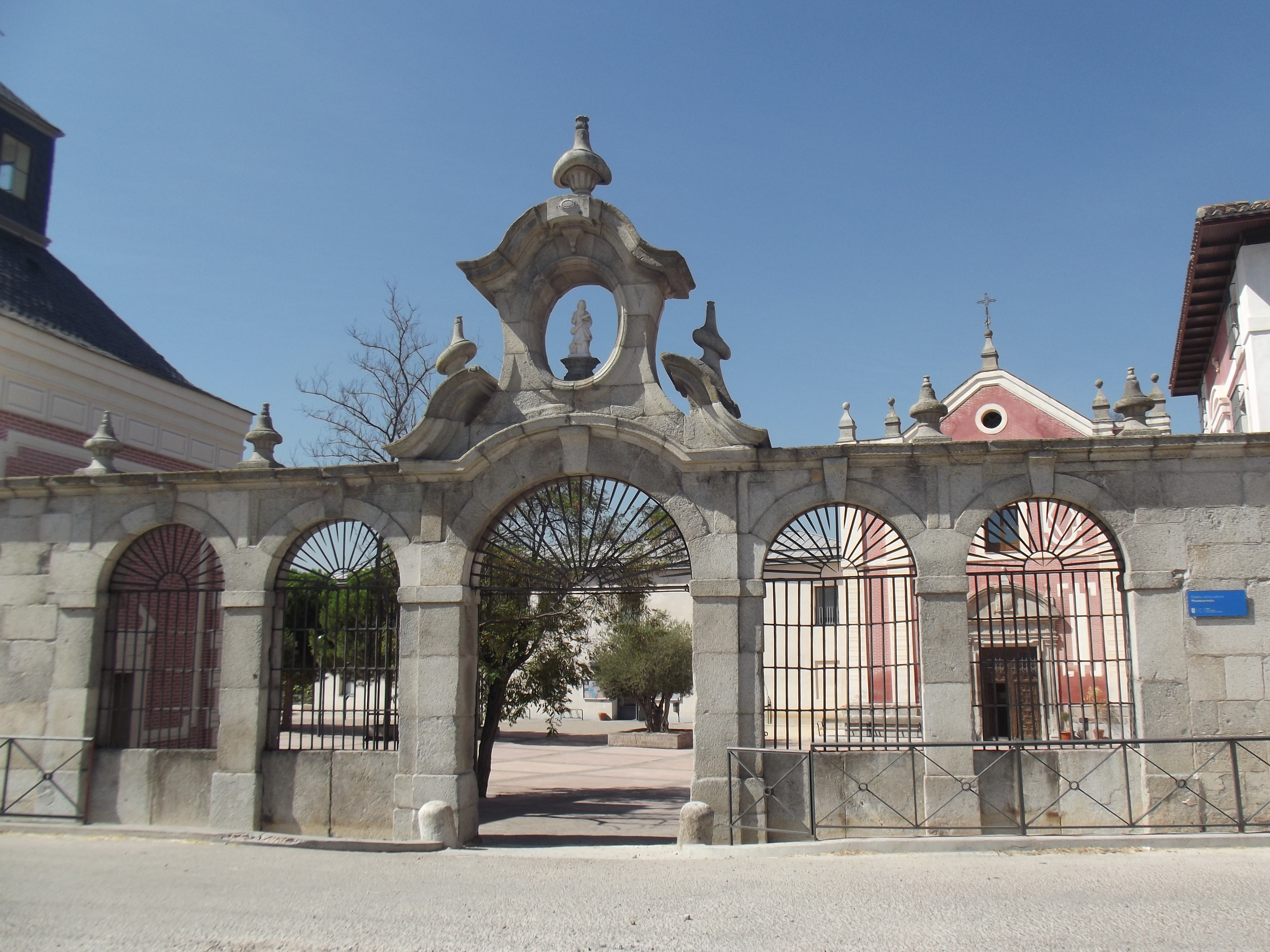
Vista de la portada de cinco arcos

El conjunto ocupa una superficie en torno a los 30 000 metros cuadrados. Comprende la ermita de Valverde propiamente dicha, la capilla de Nuestra Señora de la Guía, el antiguo monasterio de los dominicos y la antigua casa-palacio de los marqueses de Murillo. El acceso al recinto se hace a través de una portada monumental de cinco arcos realizada en granito. Se trata de arcos de medio punto, cerrados con rejas de hierro forjado. El arco central es el único que funciona como entrada, quedando el resto a modo de ventanas. Está coronado con un frontón, en el que hay una oquedad con función de hornacina, donde se encuentra una escultura religiosa. Rematan la puerta siete pináculos de piedra.
La ermita tiene una sola nave y tiene un crucero y varias capillas laterales, entre las que destaca la de la Virgen del Rosario, del siglo XVIII, en la que se encuentran sendos altares dedicados a la Virgen y al Cristo de la Buena Muerte. El monasterio está destinado a equipamiento público: la planta primera la ocupa un centro municipal para jóvenes; la planta baja y claustro están ocupados por un aula de interpretación de la naturaleza dedicada a la Cuenca Alta del Manzanares y al Monte del Pardo, y una cafetería; en el sótano se ha instalado un auditorio. La antigua casa-palacio de los marqueses de Murillo alberga las oficinas del centro. La ermita y la capilla conservan su uso religioso.